# Pselliophora laeta strigidorsum
Pselliophora laeta strigidorsum is een tweevleugelige uit de familie langpootmuggen (Tipulidae). De soort komt voor in het Oriëntaals gebied.